# Julio César Franco (futbolista paraguayo)
Julio César Franco López (Asunción, Paraguay; 1 de octubre de 1965) es un exfutbolista paraguayo, que jugó como mediocampista. Militó en diversos clubes de Paraguay, España, Argentina y Chile. Incluso ha sido internacional con la Selección Paraguaya, donde jugó 25 partidos y anotó 5 goles. Además, participó con su selección en la Copa América de Brasil 1989, donde su selección quedó en el cuarto lugar, de la Liguilla Final de 4 equipos.

## Clubes
| Club                  | País      | Año       |
| --------------------- | --------- | --------- |
| Guaraní               | Paraguay  | 1984-1988 |
| Cádiz                 | España    | 1988-1989 |
| Guaraní               | Paraguay  | 1989-1991 |
| Mandiyú de Corrientes | Argentina | 1992-1993 |
| Guaraní               | Paraguay  | 1993      |
| Deportes Iquique      | Chile     | 1994-1995 |
| Guaraní               | Paraguay  | 1996-1997 |
| Silvio Pettirossi     | Paraguay  | 1998      |
| Independiente         | Argentina | 1998-1999 |
| Silvio Pettirossi     | Paraguay  | 2000      |

## Selección nacional
Ha sido internacional con la Selección de fútbol de Paraguay en 25 partidos donde anotó 5 goles, participando solamente en una edición de la Copa América, que fue en la edición de 1989 en Brasil.

### Participaciones en Copa América
| Copa América      | Sede   | Resultado    |
| ----------------- | ------ | ------------ |
| Copa América 1989 | Brasil | Cuarto lugar |